# Amphisbaena anaemariae
Amphisbaena anaemariae är en ödleart som beskrevs av  Paulo Emilio Vanzolini 1997. Amphisbaena anaemariae ingår i släktet Amphisbaena och familjen Amphisbaenidae. Inga underarter finns listade i Catalogue of Life.